# Audiofanzine
 (avril 2025).
Si vous disposez d'ouvrages ou d'articles de référence ou si vous connaissez des sites web de qualité traitant du thème abordé ici, merci de compléter l'article en donnant les références utiles à sa vérifiabilité et en les liant à la section « Notes et références ».
 (avril 2025).
Audiofanzine est un site web multilingue centré sur la musique et l'audio, avec une base de données de produits (instruments de musique, matériel audio, logiciels...), des dossiers thématiques, des forums et un système de petites annonces.

## Présentation
S'articulant autour d'une base de données de plus de 130 000 produits (logiciels, instruments de musique ou matériels utilisés dans la production audio ou musicale, sur scène comme en studio) le site se présente comme un agrégateur de contenus et de services sur les thèmes suivants :
- Studio et home studio
- Musique assistée par ordinateur
- Instruments de musique (guitare, basse, batterie et percussions, instruments électroniques, etc.)
- DJing
- VJing
- Sonorisation
- Éclairage scénographique
- Forum de discussion

Les contenus émanent soit de l'équipe éditoriale du site (dépêches d'actualité, couverture de salons, dossiers pédagogiques, tests de produits), soit de la communauté même du site via les forums de discussion, les avis sur les produits, les tutoriels ou les astuces, les photos, vidéos, etc.
Plusieurs services destinés aux musiciens sont proposés : des petites annonces pour acheter/vendre du matériel ou encore trouver des cours particuliers, des contacts ou un emploi, mais aussi un comparateur des prix pratiqués par plus de 60 magasins partenaires.

## Historique

### Débuts (2000-2007)
Alors que Philippe Raynaud (alias Psycom), un musicien, fait des recherches sur Internet, il s’aperçoit d’un réel manque d’informations disponibles en ligne sur l’enregistrement et l’autoproduction. Il crée donc au début de l’année 2000 le site Audiofanzine pour combler ce vide.
Simple magazine en ligne à ses débuts, privilégiant alors la production de dossiers pédagogiques et de tests, Audiofanzine entreprend en mars 2002 de s'ouvrir aux utilisateurs et fusionne avec le site Astaho.com, tenu par Frédéric Toussaint. Dès lors, le site est bâti sur une base de données de produits (instruments, logiciels ou matériels) sur lesquels se greffent des services (petites annonces, comparateur de prix, etc.) et des outils communautaires (forums, avis d'utilisateurs, astuces, etc.).

### Expansion à l'international (2008-2009)
En 2008, alors que son éditeur, P. Bordas SARL, fait l'acquisition des forums anglophones homerecording.com, futureproducers.com et rig-talk.com, Audiofanzine se déploie à l'international au travers de 5 nouvelles langues en plus du français : l'anglais, l'allemand, l'espagnol, l'italien et le japonais.
Son audience est certifiée par l'OJD au cours de l'année 2010 qui, à la vue du trafic généré par le site, range Audiofanzine au sein des médias généralistes plutôt qu'au sein des médias spécialisés. En nombre de pages vues par mois, il devance dans ce classement au mois de septembre 2010 des médias culturels généralistes tels que telerama.fr ou encore lesinrocks.com.

### Mobilité et réseaux sociaux (2010-2014)
Au cours de l'été 2010, le site se dote d'une application iPhone, gratuite elle-aussi, permettant aux utilisateurs de consulter les news et la messagerie interne du site, dans les six langues gérées par ce dernier. Cette dernière ne sera toutefois plus maintenue à partir de 2012 au profit de la version mobile du site, suivie de près par une version responsive du site.
Audiofanzine proposer également une offre payante sans publicité.
Après avoir acquis le site musicgearreviews.com, P. Bordas entreprend un rapprochement avec le réseau social pour musiciens Mupiz, au début de l'année 2014.
| Catégories                                 | Chiffres                          |
| ------------------------------------------ | --------------------------------- |
| Magazine                                   |                                   |
| News                                       | Environ 250 par mois              |
| News                                       | 23104 depuis la création du site  |
| Articles (Tests ou dossiers)               | 1354                              |
| Communauté                                 |                                   |
| Membres                                    | 682 405                           |
| Membres inscrits à la lettre d'information | 170 539                           |
| Visiteurs uniques par mois                 | 1 700 000 en moyenne (source OJD) |
| Nombres de discussions dans les forums     | 519 052                           |
| Contenus communautaires                    |                                   |
| Tutoriels & astuces                        | 3 408                             |
| Nombre d'avis d'utilisateurs               | 109 620                           |
| Espace marchand                            |                                   |
| Nombre de magasins partenaires             | 67                                |

| Année | Membres inscrits | Abonnés à la lettre d'information | Produits référencés |
| ----- | ---------------- | --------------------------------- | ------------------- |
| 2002  | 9 598            | 4 374                             | 3 627               |
| 2003  | 34 358           | 8 484                             | 13 846              |
| 2004  | 98 412           | 23 705                            | 30 790              |
| 2005  | 187 066          | 45 985                            | 49 666              |
| 2006  | 277 883          | 50 786                            | 77 007              |
| 2010  | 510 802          | 150 908                           | 108 304             |
| 2012  | 644 913          | 155 264                           | 133 514             |
| 2014  | 682 405          | 170 539                           | 184 820             |